# Miquel Hilarió Verthamon
Miquel Hilarió Verthamon (Barcelona, 1712 - Montserrat, 14 de setembre de 1807) va ser un ermità català.
Després de deixar la vida seglar, decidí integrar-se a la vida religiosa, vestint l'hàbit el 15 de setembre de 1764 i professant l'1 de novembre de 1765. Durant força temps va viure a l'ermita de Sant Onofre. El 1789 fou visitat per Francisco de Zamora, quan vivia a l'ermita de Santa Creu, i el 1804 també el visità Étienne-François de Lantier. A Montserrat, hi ha un exemplar de les constitucions dels ermitans de Montserrat, que pertanyé al mateix Verthamon.